# Strunkovice nad Volyňkou
Strunkovice nad Volyňkou är en ort i Tjeckien.   Den ligger i regionen Södra Böhmen, i den sydvästra delen av landet, 100 km söder om huvudstaden Prag. Strunkovice nad Volyňkou ligger 440 meter över havet och antalet invånare är 101.
Terrängen runt Strunkovice nad Volyňkou är platt åt nordost, men åt sydväst är den kuperad.Runt Strunkovice nad Volyňkou är det ganska glesbefolkat, med 40 invånare per kvadratkilometer. Närmaste större samhälle är Strakonice, 5,9 km norr om Strunkovice nad Volyňkou. Omgivningarna runt Strunkovice nad Volyňkou är en mosaik av jordbruksmark och naturlig växtlighet.